# 島村靖三
島村 靖三（しまむら せいぞう、1924年10月6日 - 2019年7月18日）は、日本の経営者。明治乳業社長を務めた。北海道出身。

## 来歴・人物
1947年に北海道大学農学部を卒業し、同年に明治乳業に入社。1973年11月に取締役に就任し、常務、専務、副社長を経て、1981年9月に社長に就任。1989年6月から会長を務めた。
1994年11月に勲三等旭日中綬章を受章。
2019年7月18日心不全のために死去。94歳没。墓所は多磨霊園(18-1-12)。